# Joel Berglund
Joel Ingemar Berglund, född 4 juni 1903 i Torsåkers församling i Gästrikland, död 21 januari 1985 i Stockholm, var en svensk operasångare (basbaryton), operachef och hovsångare.

## Biografi
Berglund läste en notis i Norrlands-Posten om att man kunde få gratis sångutbildning vid Musikaliska Akademien i Stockholm och for dit för att provsjunga. Han kom in och blev snart en av Sveriges största sångare. Han studerade sång för Oskar Lejdström och John Forsell vid Musikkonservatoriet i Stockholm 1922–1928. 
Han scendebuterade 1929 som Monterone i Rigoletto på Kungliga Teatern. Han gästspelade ofta i Wien, Buenos Aires, Chicago, Berlin, Budapest och New York. Berglund vann särskilt stor ryktbarhet som uttolkare av Richard Wagners roller, bland annat titelrollen i Den flygande holländaren, en roll han även framförde i Bayreuth.
Han var chef för Kungliga Teatern mellan åren 1949 och 1956, och pensionerades därifrån 1957. Därefter gav han konserter och gästspel, och var verksam senast våren 1968, som Filip II i Verdis Don Carlos.
Berglund var också verksam som sångpedagog. Edith Thallaug och Gösta Winberg var några av hans elever.
Joel Berglund är begravd på Torsåkers kyrkogård.

## Utmärkelser
- 1943 – Hovsångare [2]
- 1946 – Teaterförbundets guldmedalj för "utomordentlig konstnärlig gärning"
- 1949 – Invald som ledamot nr 655 av Kungliga Musikaliska Akademien den 24 februari
- 1950 – Litteris et Artibus [4]

## Diskografi (urval)
- Hovsångare Joel Berglund – Visor, ballader och arior, bland annat "Stråla klart med trolldomsglans". Insp. 1938-61. Emidisc LP E048-50465.
- Great Swedish Singers – Joel Berglund, bass-baritone. Bluebell ABCD 106.
- Lebendige Vergangenheit: Joel Berglund. Preiser Records 1997.
- Titelrollen i Den flygande holländaren. Bayreuth 1942. Dir. R. Kraus. Preiser records.
- Wotan i Wagners Valkyrian. Metropolitan Opera House. Live recording 1946. Dir. P. Breisach. Archipel.
- Four Famous Wagnerian Baritones. Lebendige Vergangeheit 1999. http://www.amazon.co.uk
- Wagner, Parsifal. Ur akt 3. Kungliga Operan, live 1940. Dir. Sixten Ehrling. Wagner i Stockholm. Bluebell 091.
- Set Svanholm live (MP3). Joel Berglund:  Das schöne Fest, Johannistag, Mästersångarna i Nürnberg, Am stillen Herd in Winterzeit, Mästersångarna i Nürnberg. http://www.amazon.de Läst 20 februari 2012.
- Den siste sångarfursten = The last singing despot. Caprice CAP 21586 (4 cd). 1998. – Innehåll: Figaros bröllop (Mozart). Berglund som Figaro. Inspelad 1937.

## Filmografi
- 1946 – I dödens väntrum